# Atlantide Pallavolo Brescia 2022-2023
Questa voce raccoglie le informazioni riguardanti l'Atlantide Pallavolo Brescia nelle competizioni ufficiali della stagione 2022-2023.

## Stagione
Nella stagione 2022-23 l'Atlantide Pallavolo Brescia assume la denominazione sponsorizzata di Consoli McDonald's Brescia.
Partecipa per la nona volta al campionato di Serie A2 classificandosi undicesima al termine della regular season.

## Organigramma societario
Area direttiva
- Presidente: Giovanni Ieraci
- Presidente Onorario: Stefano Consoli
- Vicepresidente: Gianlorenzo Bonisoli
- Direttore Sportivo: Sergio Aquino
- Team Manager: Sergio Aquino
- Addetto agli arbitri: Gianlorenzo Bonisoli, Gian Piero Viola
- Segreteria Generale: Sergio Aquino, Andrea Gatelli
- Amministrazione: Silvia Zambonardi

Area tecnica
- Allenatore: Roberto Zambonardi
- Allenatore in seconda: Paolo Iervolino
- Assistenti Allenatore: Aitor Barreros Casado, Alessandro Bergoli
- Scout Man: Pierpaolo Zamboni
- Responsabile Settore Giovanile: Roberto Zambonardi

Area comunicazione
- Comunicazione e Ufficio stampa: Cinzia Giordano Lanza
- Relazioni Esterne: Alessandro Massini Innocenti
- Ambassador: Alberto Cisolla
- Social Media Manager: Cinzia Giordano Lanza
- Fotografo Ufficiale: Giuseppe Zanardelli
- Speaker: Andrea Anguissola
- Telecronista: Claudio Chiari

Area marketing
- Responsabile Marketing: Claudio Chiari

Area sanitaria
- Medico: Pierfrancesco Bettinsoli
- Preparatore Atletico: Paolo Scatoli
- Fisioterapista: Simone Cinelli
- Massaggiatore: Federico Barcellandi
- Nutrizionista: Massimiliano Spini

## Rosa
| N° | Nome                   | Ruolo | Data di nascita   | Nazionalità sportiva |
| -- | ---------------------- | ----- | ----------------- | -------------------- |
| 1  | Francesco Rizzetti     | L     | 21 aprile 2003    | Italia               |
| 2  | Jacub Petras           | O     | 9 maggio 1998     | Slovacchia           |
| 2  | Michele Luisetto       | C     | 23 febbraio 1996  | Italia               |
| 3  | Riccardo Gatto         | S     | 13 marzo 2003     | Italia               |
| 4  | Gianluca Loglisci      | S     | 11 settembre 1998 | Italia               |
| 5  | Simone Tiberti         | P     | 13 settembre 1980 | Italia               |
| 6  | Lorenzo Giani          | P     | 1º novembre 2002  | Italia               |
| 7  | Tommaso Sarzi Sartori  | C     | 4 settembre 2004  | Italia               |
| 8  | Mattia Braghini        | S     | 27 aprile 2004    | Italia               |
| 9  | Fabio Bisi             | O     | 16 luglio 1994    | Italia               |
| 10 | Andrea Franzoni        | L     | 7 maggio 1989     | Italia               |
| 11 | Andrea Galliani        | S     | 6 gennaio 1988    | Italia               |
| 12 | Nicola Candeli         | C     | 14 luglio 1993    | Italia               |
| 13 | Pietro Ghirardi        | P     | 4 gennaio 2005    | Italia               |
| 14 | Davide Esposito        | C     | 25 agosto 1995    | Italia               |
| 15 | Dane Mijatovič         | C     | 5 febbraio 1992   | Slovenia             |
| 16 | Gianluca Togni         | S     | 10 gennaio 2005   | Italia               |
| 17 | Abrahan Alfonso        | S     | 23 febbraio 1995  | Cuba                 |
| 18 | Andrea Bettinzoli      | S     | 15 luglio 2003    | Italia               |
| 18 | Alessandro Scarpellini | C     | 20 giugno 2003    | Italia               |

## Mercato
| Acquisti | Acquisti              | Acquisti          | Acquisti   |
| R.       | Nome                  | da                | Modalità   |
| -------- | --------------------- | ----------------- | ---------- |
| S        | Mattia Braghini       | Castiglione       | prestito   |
| C        | Nicola Candeli        | Porto Robur Costa | definitivo |
| S        | Riccardo Gatto        | Padova            | definitivo |
| S        | Abrahan Alfonso       | Yeni Kızıltepe    | definitivo |
| P        | Pietro Ghirardi       | Valtrompia        | definitivo |
| P        | Lorenzo Giani         | Top Volley Latina | definitivo |
| S        | Gianluca Loglisci     | Motta             | definitivo |
| C        | Michele Luisetto      | Motta             | definitivo |
| C        | Dane Mijatovič        | -                 | definitivo |
| O        | Jacub Petras          | Prievidza         | definitivo |
| C        | Tommaso Sarzi Sartori | Castiglione       | prestito   |

| Cessioni | Cessioni            | Cessioni    | Cessioni      |
| R.       | Nome                | a           | Modalità      |
| -------- | ------------------- | ----------- | ------------- |
| S        | Alberto Cisolla     | -           | ritirato      |
| L        | Paolo Crosatti      | ?           | ?             |
| C        | Michele Luisetto    | Macerata    | definitivo    |
| S        | Tiziano Mazzone     | Alessano    | definitivo    |
| P        | Malte Neubert       | Castellana  | definitivo    |
| C        | Michele Orazi       | Bologna     | definitivo    |
| C        | Stefano Patriarca   | Virtus Fano | definitivo    |
| S        | Nicolò Seveglievich | Valsugana   | definitivo    |
| S        | Leonardo Ventura    | Montichiari | fine prestito |

## Risultati

### Serie A2

#### Girone di andata
| 1ª Giornata - 9 ottobre 2022 PalaSanFilippo, Brescia                 | Atlantide Brescia   | 3 - 1 | Cuneo             | 23-25, 25-16, 25-19, 25-19        |
| 2ª Giornata - 16 ottobre 2022 Palazzetto dello Sport, Porto Viro     | Porto Viro          | 3 - 2 | Atlantide Brescia | 17-25, 25-16, 22-25, 25-22, 15-9  |
| 3ª Giornata - 19 ottobre 2022 PalaSanFilippo, Brescia                | Atlantide Brescia   | 1 - 3 | Callipo           | 25-23, 17-25, 19-25, 15-25        |
| 4ª Giornata - 23 ottobre 2022 PalaGrotte, Castellana Grotte          | New Mater           | 3 - 0 | Atlantide Brescia | 25-19, 25-20, 25-17               |
| 5ª Giornata - 30 ottobre 2022 PalaSanFilippo, Brescia                | Atlantide Brescia   | 3 - 1 | Lupi Santa Croce  | 25-21, 25-20, 22-25, 26-24        |
| 6ª Giornata - 6 novembre 2022 PalaCosta, Ravenna                     | Porto Robur Costa   | 3 - 0 | Atlantide Brescia | 25-21, 28-26, 25-20               |
| 7ª Giornata - 12 novembre 2022 PalaSanFilippo, Brescia               | Atlantide Brescia   | 2 - 3 | Tricolore         | 25-23, 16-25, 25-14, 17-25, 14-16 |
| 8ª Giornata - 20 novembre 2022 Palasport Villa D'Agri, Marsicovetere | Rinascita Lagonegro | 3 - 2 | Atlantide Brescia | 27-29, 25-17, 25-20, 21-25, 15-11 |
| 9ª Giornata - 27 novembre 2022 PalaSanFilippo, Brescia               | Atlantide Brescia   | 3 - 0 | M&G               | 26-24, 25-16, 25-19               |
| 10ª Giornata - 3 dicembre 2022 PalaPrata, Prata di Pordenone         | Prata               | 3 - 1 | Atlantide Brescia | 25-22, 29-31, 25-21, 25-20        |
| 11ª Giornata - 8 dicembre 2022 PalaSanFilippo, Brescia               | Atlantide Brescia   | 3 - 2 | Olimpia Bergamo   | 27-25, 16-25, 25-20, 22-25, 15-13 |
| 12ª Giornata - 11 dicembre 2022 PalaSanFilippo, Brescia              | Atlantide Brescia   | 1 - 3 | Libertas Brianza  | 22-25, 20-25, 25-20, 16-25        |
| 13ª Giornata - 17 dicembre 2022 PalaBarbazza, San Donà di Piave      | Motta               | 1 - 3 | Atlantide Brescia | 21-25, 25-21, 17-25, 22-25        |

#### Girone di ritorno
| 14ª Giornata - 23 dicembre 2022 PalaCastagnaretta, Cuneo           | Cuneo             | 1 - 3 | Atlantide Brescia   | 18-25, 28-30, 25-20, 24-26        |
| 15ª Giornata - 8 gennaio 2023 PalaSanFilippo, Brescia              | Atlantide Brescia | 3 - 1 | Porto Viro          | 22-25, 26-24, 25-23, 25-19        |
| 16ª Giornata - 15 gennaio 2023 PalaMaiata, Vibo Valentia           | Callipo           | 3 - 0 | Atlantide Brescia   | 25-23, 25-23, 25-20               |
| 17ª Giornata - 22 gennaio 2023 PalaSanFilippo, Brescia             | Atlantide Brescia | 1 - 3 | New Mater           | 20-25, 15-25, 25-23, 23-25        |
| 18ª Giornata - 29 gennaio 2023 PalaParenti, Santa Croce sull'Arno  | Lupi Santa Croce  | 3 - 1 | Atlantide Brescia   | 25-13, 21-25, 25-17, 25-20        |
| 19ª Giornata - 12 febbraio 2023 PalaSanFilippo, Brescia            | Atlantide Brescia | 0 - 3 | Porto Robur Costa   | 24-26, 20-25, 19-25               |
| 20ª Giornata - 19 febbraio 2023 PalaBigi, Reggio nell'Emilia       | Tricolore         | 2 - 3 | Atlantide Brescia   | 18-25, 23-25, 27-25, 25-16, 11-15 |
| 21ª Giornata - 26 febbraio 2023 PalaSanFilippo, Brescia            | Atlantide Brescia | 3 - 0 | Rinascita Lagonegro | 25-19, 25-17, 25-17               |
| 22ª Giornata - 5 marzo 2023 Palasport Grottazzolina, Grottazzolina | M&G               | 3 - 1 | Atlantide Brescia   | 25-18, 25-27, 25-19, 25-21        |
| 23ª Giornata - 12 marzo 2023 PalaSanFilippo, Brescia               | Atlantide Brescia | 0 - 3 | Prata               | 17-25, 15-25, 26-28               |
| 24ª Giornata - 19 marzo 2023 Palazzetto dello Sport, Bergamo       | Olimpia Bergamo   | 3 - 2 | Atlantide Brescia   | 22-25, 27-25, 25-21, 23-25, 15-11 |
| 25ª Giornata - 26 marzo 2023 PalaFrancescucci, Casnate con Bernate | Libertas Brianza  | 3 - 1 | Atlantide Brescia   | 28-26, 25-19, 22-25, 25-19        |
| 26ª Giornata - 2 aprile 2023 PalaSanFilippo, Brescia               | Atlantide Brescia | 2 - 3 | Motta               | 15-25, 27-25, 25-20, 22-25, 12-15 |

## Statistiche

### Statistiche di squadra
| Competizione | Punti | In casa | In casa | In casa | In trasferta | In trasferta | In trasferta | Totale | Totale | Totale |
| Competizione | Punti | G       | V       | P       | G            | V            | P            | G      | V      | P      |
| ------------ | ----- | ------- | ------- | ------- | ------------ | ------------ | ------------ | ------ | ------ | ------ |
| Serie A2     | 30    | 13      | 6       | 7       | 13           | 3            | 10           | 26     | 9      | 17     |
| Totale       | -     | 13      | 6       | 7       | 13           | 3            | 10           | 26     | 9      | 17     |

G = partite giocate; V = partite vinte; P = partite perse 

### Statistiche dei giocatori
| Giocatore        | Serie A2 | Serie A2 | Serie A2 | Serie A2 | Serie A2 | Totale | Totale | Totale | Totale | Totale |
| Giocatore        | P        | PT       | AV       | MV       | BV       | P      | PT     | AV     | MV     | BV     |
| ---------------- | -------- | -------- | -------- | -------- | -------- | ------ | ------ | ------ | ------ | ------ |
| A. Bettinzoli    | 0        | 0        | 0        | 0        | 0        | 0      | 0      | 0      | 0      | 0      |
| F. Bisi          | 12       | 102      | 92       | 10       | 0        | 12     | 102    | 92     | 10     | 0      |
| M. Braghini      | 2        | 0        | 0        | 0        | 0        | 2      | 0      | 0      | 0      | 0      |
| N. Candeli       | 26       | 197      | 134      | 50       | 13       | 26     | 197    | 134    | 50     | 13     |
| D. Esposito      | 20       | 144      | 107      | 29       | 8        | 20     | 144    | 107    | 29     | 8      |
| A. Franzoni      | 25       | 0        | 0        | 0        | 0        | 25     | 0      | 0      | 0      | 0      |
| A. Galliani      | 26       | 420      | 358      | 39       | 23       | 26     | 420    | 358    | 39     | 23     |
| R. Gatto         | 19       | 29       | 26       | 1        | 2        | 19     | 29     | 26     | 1      | 2      |
| A. Alfonso       | 26       | 410      | 367      | 30       | 13       | 26     | 410    | 367    | 30     | 13     |
| P. Ghirardi      | 0        | 0        | 0        | 0        | 0        | 0      | 0      | 0      | 0      | 0      |
| L. Giani         | 22       | 5        | 2        | 0        | 3        | 22     | 5      | 2      | 0      | 3      |
| G. Loglisci      | 26       | 98       | 90       | 2        | 6        | 26     | 98     | 90     | 2      | 6      |
| M. Luisetto      | 5        | 1        | 1        | 0        | 0        | 5      | 1      | 1      | 0      | 0      |
| D. Mijatovič     | 3        | 5        | 2        | 2        | 1        | 3      | 5      | 2      | 2      | 1      |
| J. Petras        | 12       | 139      | 115      | 19       | 5        | 12     | 139    | 115    | 19     | 5      |
| F. Rizzetti      | 2        | 0        | 0        | 0        | 0        | 2      | 0      | 0      | 0      | 0      |
| T. Sarzi Sartori | 15       | 16       | 13       | 3        | 0        | 15     | 16     | 13     | 3      | 0      |
| A. Scarpellini   | 0        | 0        | 0        | 0        | 0        | 0      | 0      | 0      | 0      | 0      |
| S. Tiberti       | 25       | 39       | 13       | 15       | 11       | 25     | 39     | 13     | 15     | 11     |
| G. Togni         | 3        | 0        | 0        | 0        | 0        | 3      | 0      | 0      | 0      | 0      |

P = presenze; PT = punti totali; AV = attacchi vincenti; MV = muri vincenti; BV = battute vincenti